# Historia Brazylii (książka)
Historia Brazylii – monografia historyczna autorstwa Marcina Kuli z 1987, wydana przez Ossolineum w serii Historie Krajów i Narodów.
Książka została napisana w ramach programu prac Instytutu Historii Polskiej Akademii Nauk w celu dostarczenia polskim czytelnikom kompendium wiedzy o dziejach Brazylii, skupiając się przede wszystkim na historii najnowszej. Autor przebadał monograficznie i źródłowo jedynie zagadnienia brazylijskiej gospodarki kolonialnej i niewolnictwa, historii ruchu robotniczego, systemu politycznego lat 30. XX wieku i osadnictwa polskiego. Tylko okres lat 30. XX wieku badał z wykorzystaniem materiałów archiwalnych, również spoza Brazylii. W pozostałych segmentach korzystał z opracowań brazylijskich, północnoamerykańskich i europejskich. Wśród recenzentów dzieła znaleźli się m.in. profesorowie Tadeusz Łepkowski i Jan Kieniewicz.